# Mikkel Duelund
Mikkel Duelund (Aarhus, 1997. június 29. –) dán korosztályos válogatott labdarúgó, jelenleg a Dinamo Kijiv játékosa.

## Pályafutása

### Klubcsapatban
Az Aarhus GF és a FC Midtjylland csapataiban nevelkedett, utóbbiban lett profi labdarúgó. 2013-ban közel került a holland PSV Eindhoven akadémiáján folytassa, de végül maradt a FC Midtjyllandnál. 2015. március 21-én debütált az első csapatban a bajnokságban a Hobro IK ellen, a 78. percben váltotta Petter Anderssont. Július 21-én a bajnokok ligájában a Li ncoln ellen góllal mutatkozott be, október 22-én Európa-ligában az olasz SSC Napoli ellen debütált. A 2016–17-es szezonban ő lett a 7. legfiatalabb játékos, aki 10 gólt szerzett az élvonalban. 2018. augusztus 31-én aláírt az ukrán Dinamo Kijiv csapatához.

### A válogatottban
2016. szeptember 6-án mutatkozott be a dán U21-es labdarúgó-válogatottban a román U21-es labdarúgó-válogatott elleni 2017-es U21-es labdarúgó-Európa-bajnokság selejtező mérkőzésen. Részt vett a 2017-es U21-es labdarúgó-Európa-bajnokságon, amit Lengyelországban rendeztek meg. Az olasz és a német válogatott ellen lépett pályára a csoportkörben.

## Sikerei, díjai
- FC Midtjylland
  - Dán bajnok: 2014–15, 2017–18